# Sabine Saphörster-Heimbach
Sabine Saphörster-Heimbach (* 1962 in Münster als Sabine Saphörster) ist eine deutsche Journalistin und Ministerialbeamtin. Sie war von 2010 bis 2013 stellvertretende Sprecherin der Bundesregierung im Presse- und Informationsamt der Bundesregierung.

## Leben
Saphörster-Heimbach legte das Abitur an der Marienschule Münster ab. Sie studierte Geschichte und Germanistik an der Rheinischen Friedrich-Wilhelms-Universität Bonn. Während ihres Studiums war sie Stipendiatin der Konrad-Adenauer-Stiftung. Anschließend absolvierte sie ein journalistisches Volontariat beim Radiosender RIAS. Ab 1991 war sie als Sprecherin der damaligen Bundestagspräsidentin Rita Süssmuth tätig. 1995 wechselte sie als Pressesprecherin in das Bundesministerium für Verkehr. Von 1998 bis 2003 war sie freiberuflich als Politik- und PR-Beraterin tätig. Von 2003 bis 2009 war sie Sprecherin der Europaabgeordneten Angelika Niebler. Von 2005 bis 2009 war sie zusätzlich Sprecherin der Frauen-Union in Bayern.
Im Januar 2010 wurde Saphörster-Heimbach nach der Übernahme der Regierung durch die schwarz-gelbe Koalition (Kabinett Merkel II) unter Bundeskanzlerin Angela Merkel zur stellvertretenden Regierungssprecherin berufen. Sie wurde dafür von der CSU nominiert. Sie amtierte bis Dezember 2013.
Daraufhin baute sie von März 2014 bis Dezember 2015 das Berliner Büro des Deutschen Aktieninstituts auf. 2016 machte sie sich gemeinsam mit ihrem Mann mit einer Kommunikationsagentur selbstständig. Von Januar 2022 bis November 2024 war sie Geschäftsführerin des Bayerischen Bankenverbands.
Saphörster-Heimbach ist verheiratet, hat zwei Kinder und lebt in Anzing. Dort war sie von 2011 bis 2013 für die CSU Mitglied des Gemeinderats.